# Renée C. Kraan-Korteweg
Renée Christine (Renée C.) Kraan-Korteweg (Amsterdam, 7 mei 1954) is een Nederlands-Zuid-Afrikaanse wetenschapper.
Ze groeide grotendeels op in Zwitserland met bezoek aan lagere en middelbare scholen (gymnasium) aldaar. Ze studeerde astronomie, natuurkunde en wiskunde van de Universiteit van Bazel (1972-1978) en studeerde verder aan het Astronomisch Instituut van die universiteit (1978-1985). Gedurende die studies werkte ze als onderzoeksassistent in Bazel, maar ook een korte periode aan het Kapteyn Instituut in Groningen. Vanaf 1997 tot 2005 was ze werkzaam aan de Universiteit van Guanajuato in Mexico.
Kraan-Korteweg is hoofd van de afdeling Astronomie aan de Universiteit van Kaapstad en tevens oprichter en mededirecteur van het Astrophysics, Cosmology and Gravity Centre. Ze was ook vicevoorzitter van het Uitvoerend Comité van de Internationale Astronomische Unie. Daarnaast is ze lid van de Academy of Science of South Africa .
Haar onderzoeksinteresses omvatten de Large Scale Structure en stromingsbewegingen in het nabije universum. Ze doet ook onderzoek met de South African Large Telescope (SALT), waaronder het zoeken naar zwarte gaten in het centrum van elliptische dwergstelsels en het kijken hoeveel donkere materie er is in sterrenstelsels met een lage helderheid aan het oppervlak. Ze was een van de hoofdauteurs van de baanbrekende paper 'The Parkes HI Zone of Avoidance Survey'  die de Parkes 60m Radiotelescoop gebruikte om verre sterrenstelsels te ontdekken die waarvan snelheid en verdeling beïnvloed worden door de zwaartekrachtafwijking die bekend staat als de Grote Aantrekker. .